# Ленотр, Гастон
Гасто́н Лено́тр (фр. Gaston Lenôtre) — французский повар, кондитер, предприниматель, автор нескольких поваренных книг. Профессиональные повара и СМИ считают его одним из великих новаторов в кондитерском искусстве. Основанная им «Школа Ленотр» в окрестностях Парижа подготовила целые поколения профессиональных пекарей и поваров.

## Биография
Гастон Ленотр родился 28 мая 1920 года на небольшой ферме во французской Нормандии, в муниципалитете Сен-Никола-дю-Боск. Отец Ленотра был шеф-поваром в «Гранд-отель-де-Пари». Его мать Элеонора, одна из первых французских женщин — шеф-поваров, работала в семье барона Ротшильда. Мать познакомила Гастона с кондитерским искусством и положила начало его образованию. Из-за тяжёлой болезни отец не смог оплачивать образование сына, и он был вынужден устроиться помощником в хорошую кондитерскую в Понт-Одеме. В 1930-е годы Ленотр развозил на велосипеде домашние конфеты, проезжая более 100 километров до Парижа. В начале 1936 года в условиях мирового экономического кризиса он устроился на работу Ле-Але: его приняли, так как он умел делать шоколадные пасхальные яйца.
В 1939 году его Ленотр вернулся в Нормандию. После вторжения немецкой армии во Францию в 1940 году в Понт-Одеме осталось всего десять пекарей. Это позволило Гастону, его брату Марселю и матери открыть небольшую кондитерскую. В 1947 году он купил в Понт-Одеме ту самую кондитерскую, где началась его карьера. Один из постоянных клиентов посоветовал Ленотру переехать в Париж и предложил свою помощь.

### Париж
В 1957 году Гастон приобрёл убыточную кондитерскую в доме № 44 на улице Отёй в Париже. Со временем он владел уже четырьмя кондитерскими. Ленотр добился хорошего качества изделий, а также сделал оригинальную рекламу — устроил вентиляцию кондитерской таким образом, чтоб запахи выходили на улицу, привлекая клиентов. Свежие ингредиенты, такие как масло и сливки, в кондитерские Ленотра привозили ежедневно с ферм Берне. Вскоре предприимчивый, приветливый и дружелюбный Ленотр начал поставлять продукцию семьям высшего парижского общества.

### Развитие
В 1960 году Гастон Ленотр одним из первых организовал производство и продажу замороженной выпечки. В 1968 году создал лабораторию кондитерского искусства «Плезир», а в 1971 году открыл «школу Ленотра», где каждый год подготавливается 3000 кондитеров и поваров. Среди выпускников школы такие известные повара, как Ален Дюкасс, Экарт Витизгман и Пьер Эрме.
В 1975 году Ленотр открыл филиал в Берлине в Kaufhaus des Westens и вышел на международный уровень. Кондитерский бизнес Ленотра включает 52 филиала в 13 странах, а также франшизы в Японии, на Ближнем Востоке, в Южной Корее, в Лас-Вегасе, Бангкоке, и Пекине, всего более 30 магазинов.
В 1976 году он стал владельцем парижского трехзвездочным рестораном «Le Pré Catelan». В 1982 году вместе с Полем Бокюзем и Роджером Верге открыл «Павильон де Франс» — ресторан с пекарней в Дисней Уорлде, Эпкот, Орландо (Флорида). В 1985 году создал ресторан «Pavillon Elysée» на Елисейских полях.

### Коммерческая деятельность
В 1980-х годах из-за освоения рынка в Хьюстоне Ленотр понёс большие потери и был вынужден в 1985 году продать сеть отелей Accor.
В 2008 группа компаний Ленотр достигла оборота в 162 миллионов долларов. К 2009 году численность сотрудников предприятий Ленотра в одной только Франции достигла 1200 человек.
В 1991 году Ленотр купил несколько виноградников в Луаре. Там производятся сладкие белые вина, которые хорошо подходят к десертам. Его жена тоже владела несколькими виноградниками, в частности в Марго. Осуществив усовершенствования и вложив в виноградники немалые суммы, Ленотр в 1996 году продал их.

### Семья
Гастон Ленотр женился в 1943 году на Колетт Куралетт, которая разрабатывала дизайн интерьеров магазинов и одежду продавцов. Ленотр придавал большое значение продолжению семейных кулинарных традиций, его дети и родственники также работали в его компании — двенадцать членов его семьи разных поколений, каждый в своё время. Гастон пережил своего младшего брата Марселя, вторую жену Екатерину, на которой он женился в 1999 году. У Ленотра было трое детей: Алан, Сильва и Энни.
Ален Ленотр управляет кулинарной школой «Кулинарная академия» в Хьюстоне. Сильва Ленотр написала 13 кулинарных книг, общий тираж которых который достиг более одного миллиона экземпляров. Энни основала в группе компаний Ленотр департамент изысканных подарков. Племянник Гастона Патрик Ленотр был удостоен семи Мишленовских звезд .
Гастон Ленотр умер в своем доме после продолжительной болезни 8 января 2009 года. Похоронен в церкви Нотр-Дам-де-ла-Кутуре, на кладбище в Берне, в семейном склепе.

## Достижения и признание
Ленотр экспериментировал в течение всей своей жизни. Среди его творений: первая сеть высококлассных пекарен в Париже, пекарня-кафе-бистро в первом Французском торговом центре, первая профессиональная французская школа переподготовки шеф-поваров, первая линия замороженных десертов, распространившаяся по всей Франции. Ленотр считается новатором в приготовлении легких десертов, которые не содержат много жиров и сахара, а выполнены на основе таких компонентов, как желатин, мусс и безе, которые сделали его торты и десерты стали легче и вкуснее. Ленотр заменил калорийный масляный крем на лёгкий бисквит. Также он широко начал использовать в десертах свежие фрукты. Ленотр является создателем классического десерта — торта «Опера».
Гастон Ленотр принёс в кулинарию принципы точного соблюдения состава, пропорций и температуры при выпечке. Его друг Пол Бокюз сравнивает его с основателем французской кулинарии Мари Антуаном Каремом: как Карем, так и Ленотр считали, что выпечка — лучшее упражнение для шеф-поваров, потому что это позволяет совершенствовать навыки в кулинарии. Преемником Ленотра стал Пьер Эрме, который начал работать с Гастоном в четырнадцатилетнем возрасте.
Ленотр в соавторстве с дочерью Сильвией написал девять книг рецептов, которые были переведены на английский, немецкий, японский языки.
Ленотр был официальным поставщиком чемпионата мира по футболу во Франции в 1998 году и французской олимпийской сборной в Сиднее.
На празднование 80-летия Лентора 2000 году восемьдесят поваров — учеников и выпускников «Школы Ленотра» — создали десятиметровый и двухтонный торт, который был выставлен перед Эйфелевой башней.
В 2007 году кинокомпания Pixar, создавая персонаж Гюсто (Gusteau) из мультфильма «Рататуй», за прототип избрала шеф-повара Гастона Ленотра.

## Награды
- 1955 год — победил в международном конкурсе пекарей в Довиле.
- 2000 год — Поль Бокюз представил Ленотра к ордену Почётного легиона[25][неавторитетный источник]

## Книги
- Gaston Lenôtre: Das große Buch der Patisserie. Die besten Rezepte vom König der Feinbäcker. Vorwort von Paul Bocuse. Econ, Wien/Düsseldorf 1978, übersetzt von Bernd Neuner-Duttenhofer (1. Teil) und Angela Wicharz-Lindner (2. Teil).
- Adolf Andersen, Bernd Heinemann und Gaston Lenôtre: Festliches Backen. Die Kunst der Konditoren. Zabert Sandmann, Steinhagen 1988, ISBN 3-924678-08-1.
- Gaston Lenôtre, Sylvie Lenôtre: Kulinarische Gartenpartie. Christian Verlag, München 1999, ISBN 978-3-88472-376-0.
- Gaston Lenôtre: Les desserts de mon enfance. J’ai lu, 2006, ISBN 978-2-290-35104-8.